# Cryphaea protensa
Cryphaea protensa là một loài Rêu trong họ Cryphaeaceae. Loài này được Bruch & Schimp. ex Müll. Hal. miêu tả khoa học đầu tiên năm 1845.